# Американский клеверный минёр
Американский клеверный минёр (лат. Liriomyza trifolii) — вид двукрылых из семейства минирующих мух.

## Описание
Длина крыла 1,2-1,9 мм. Лоб полностью жёлтый, включая заднебоковые области вокруг основания теменных щетинок. Глазковый бугорок коричневый. Усики, за исключением аристы, полностью жёлтые. Третий членик усика иногда слегка заострён. На среднеспинке обычно есть только два ряда акростихальных щетинок. Бочки груди относительно бледно окрашены с пятнами на катепистерне и анэпистерне. Бёдра жёлтые, но иногда коричневыми пятнами. Брюшко широко жёлтое по бокам. Эдеагус самца тонким с небольшой чашевидной вершиной (дистифаллусом), сросшимся с очень узкой средней частью (мезофаллусом), сурстиль только с одним шипом. По личинкам вид неотличим от Liriomyza sativae. Зрелые яйца овальные (0,2×0,1 мм) кремовой окраски.

## Биология
Повреждает листья представителей 41 семейства цветковых растений, в том числе многие декоративные (астры, бархацы, хризантемы) и овощные культуры (картофель, томат, морковь, лук, чеснок, овёс, сою, горох, бобы и др.). Виды питающиеся на разных растениях имеют отличия в структуре митохондриальной ДНК, что, возможно, указывает на существование криптических сестринских видов.
У повреждённых растений задерживается развитие и они гибнут на стадии всходов. У более взрослых растений наблюдается опадение листьев и/или снижение урожая. Кроме того мухи являются переносчиками мозаичных вирусов и фитопатогенной бактерии Pseudoraonas cichorii
Личинки образуют линейные мины на верхней поверхности листа, выход из мины происходит через верхний эпидермис. Окукливается в почве. Максимальная плодовитость самок отмечена при температуре около 30 °C., она составляет более 400 яиц на самку. При температуре 15 и 25 °C продолжительность развития составило 44,0 и 16,6 дня соответственно. Нижний порог развития составляет 11 °C.

## Меры борьбы
Для борьбы используются агротехнические, физические, химические и биологические методы борьбы. Для снижения численности вредителя рекомендуют удалять растительные остатки и глубоко закапывать старые сорняки, поскольку они всё ещё могут быть заражены минёром. Эффективным средством борьбы с имаго на луковых плантациях на Филиппинах оказались липкие ловушки оказались, причём жёлтые ловушки оказались эффективнее, чем ловушки других цветов. Черенки хризантем рекомендуют выдерживать в теплицах в течение 3-4 дней после выкопки, чтобы дать всем яйцам вылупиться, а затем хранить при температуре около 0 °C в течение 1-2 недель для уничтожения личинок.
Из инсектицидов одним из наиболее эффективных является регулятор роста насекомых циромазин. Достаточно эффективны также другие препараты из группы нейротоксинов. высокая эффективность сохраняется только при регулярной смене различных инсектицидов. Их веществ биологического происхождения, обнаружено воздействие на яйцекладку экстрактов из зрелых листьев стручкового перца.
Достаточно успешным является биологическое подавление минёра с помощью перепончатокрылых паразитоидов из семейств эвлофиды (Diglyphus begini и Chrysocharis oscinidis), бракониды (Dacnusa sibirica и Opius sp) и цинипиды (Ganaspidium utilis).

## Распространение
Вид имеет американское происхождение, более точный исходный ареал не определён. В Европе впервые обнаружен в середине 1970-х годов. В дальнейшем с посадочным материалом развезен по всему миру, но встречается мозаично.